# Anders Östling
Anders Östling, född 8 januari 1972, är en svensk bandyspelare. Han startade sin karriär i Skutskärs IF Bandyklubb, han har spelat i Sandvikens AIK och Edsbyns IF innan han 1999 gick till Västerås SK. Han är en skicklig skridskoåkare och tekniker med långa luriga dragningar. Anders var en av Västerås SK:s bästa skyttar. Han har ett SM-guld med Västerås SK, och har spelat fem VM-turneringar, där han varit med och vunnit två VM-guld.
Östling spelade säsongen 2008–2009 i ryska Raketa Kazan, som kom trea i det ryska mästerskapet. Säsongen 2009–2010 var han återigen i VSK. Säsongen därpå (2010–2011) började Östling spela i Tillberga Bandy. Östling spelade fortsatt i Tillberga säsongen 2012–2013.